# Lourenzá
Lourenzá è un comune spagnolo di 2 776 abitanti situato nella comunità autonoma della Galizia.